# Rhamnus papuana
Rhamnus papuana är en brakvedsväxtart som beskrevs av Carl Karl Adolf Georg Lauterbach. Rhamnus papuana ingår i släktet getaplar, och familjen brakvedsväxter. Inga underarter finns listade i Catalogue of Life.